# Lars Jönsson Lælius
Lars Jönsson Lælius, troligen död 1603, var en svensk lärare och ämbetsman.
Lars Jönsson Lælius var son till handelsmannen och rådmannen i Stockholm Jöns Andersson. Han blev 1570 student vid Greifswalds universitet, 1572 vid Wittenbergs universitet, 1573 vid Leipzigs universitet, och 1577 vid Jenas universitet. Vid sin återkomst tituleras han "mäster" och hade troligen avlagt magisterexamen. 1580 var han professor vid Uppsala universitet, troligen även under 1582. Från omkring 1582 var han i stället  professor med naturvetenskaplig undervisning vid Collegium regium Stockholmense. Han tillhörde protestanterna vid skolan men stödde Johan III:s reformtankar liturgiska striden och undgick den onåd som drabbade flera kollegor. 1591 blev han rektor för kollegiet i Stockholm. Han utgav ett flertal översättningar av ett antal tyska böcker. Han närvarade 1593 vid Uppsala möte och undertecknade beslutet. 1594 lämnade han skolan för att träda i tjänst vid Kungliga kansliet där han fick han om arkivet. I konflikten mellan Sigismund och hertig Karl ställde han sig på kungens sida och kort efter att Sigismund i oktober 1598 lämnat Sverige avreste även Lælius via Reval till Polen där han fortsatte i Sigismunds tjänst. Hans egendom i Sverige kom att indras till kronan genom hans flykt, men hans hus i Stockholm återlämnade senare till hans hustru och barn, som valde att stanna i Sverige. Lælius var troligen i livet i mars 1603 men sägs vara död 17 oktober 1603.